# آنجلا دیویس

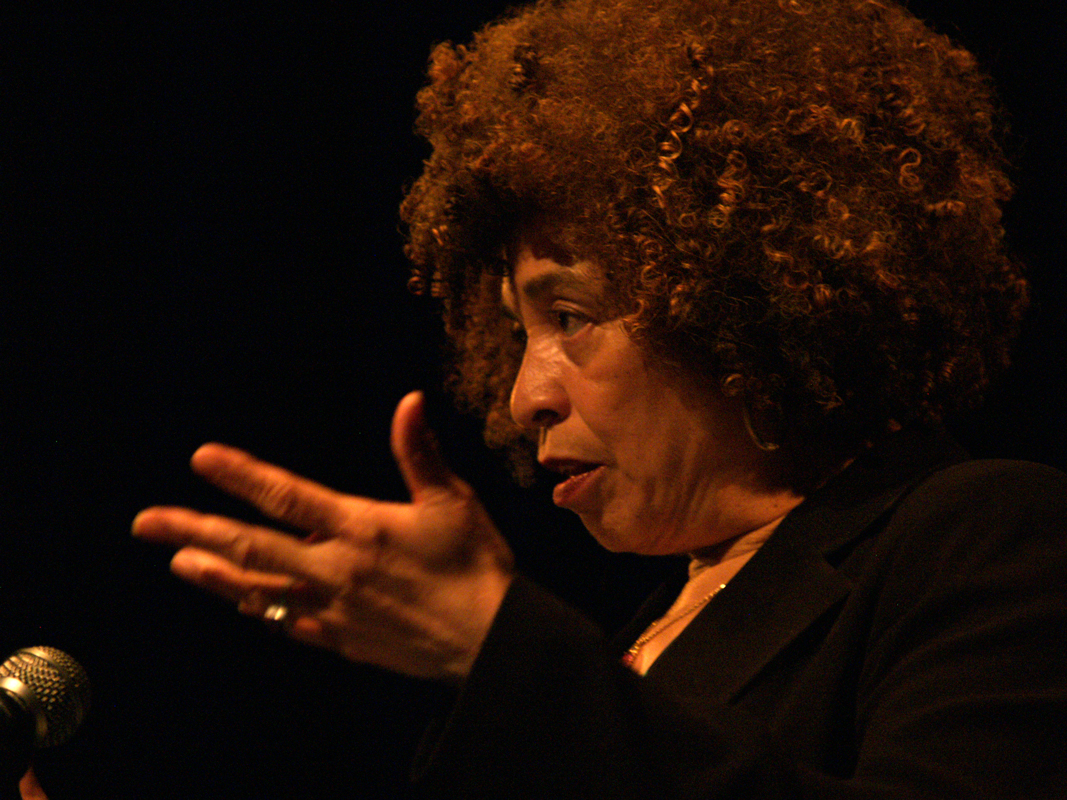
سخنرانی آنجلا دیویس در دانشگاه آلبرتا، ۲۸ مارس ۲۰۰۶.

آنجلا ایوون دیویس (به انگلیسی: Angela Yvonne Davis) (زادهٔ ۲۶ ژانویه ۱۹۴۴) فعال سیاسی، پژوهش‌گر، فیلسوف، استاد دانشگاه و نویسنده مارکسیست و فمینیست آمریکایی است. او فعال و پیشروی مطرح جنبش پادفرهنگی در دههٔ ۶۰ و رهبر حزب کمونیست آمریکا بود و در دوران فعالیتش در جنبش حقوق مدنی ارتباط نزدیکی با حزب پلنگ سیاه داشت، گرچه هرگز از اعضای رسمی آن نبود. حقوق زندانیان از جمله علایق دیویس است. او بنیان‌گذار سازمان مقاومت انقلابی است، سازمانی که برای الغای صنعت-زندان کار می‌کند. دیویس استاد بازنشسته گروه تاریخ آگاهی در دانشگاه سانتاکروز کالیفرنیا و مدیر گروه سابق مطالعات فمنیستی همین دانشگاه است و در اموری مانند مبارزه برای برابری زن و مرد، مخالفت با مجازات اعدام و الغای زندان‌ها فعالیت می‌کند.
وی نه تنها نویسنده تأثیرگذار، فعال مدنی و استاد فلسفه بود، بلکه کاندیدای معاون اولی حزب کمونیست هم در سال ۱۹۸۰ و هم در سال ۱۹۸۴ بود. او در کنار گاس هال برای رسیدن به این پست تلاش کرد. «دیویس» آفریقایی‌تبار بود و در لیست افراد تحت تعقیب اف‌بی‌آی قرار داشت.
علایق تحقیقاتی او فمینیسم، مطالعات آفریقایی-آمریکایی، نظریه انتقادی، مارکسیسم، موسیقی پاپ، آگاهی اجتماعی، و فلسفه و تاریخ مجازات و زندان‌هاست. عضویت او در حزب کمونیست منجر شد تا رونالد ریگان خواستار منع وی از تدریس در هر دانشگاهی در ایالت کالیفرنیا شود. در دهه هشتاد، دیویس دو بار نامزد معاونت ریاست حزب کمونیست آمریکا شد.

## کودکی و نوجوانی
دیویس در بیرمنگام، ایالت آلاباما متولد شد.
خانوادهٔ او در محلهٔ «دینامیت هیل» زندگی می‌کردند، که به درگیری‌ّهای نژادی معروف بود. دیویس گاه‌وبیگاه در مزرعهٔ عمویش و با دوستانش در شهر نیویورک وقت بگذراند.
دیویس به مدرسهٔ کری ای. تاگل که مدرسهٔ ابتدایی برای سیاه‌پوستان بود رفت. سپس برای دوران متوسطه به یکی از مدارس متوسطهٔ پارکر در بیرمنگام رفت. در این دوران مادر دیویس یک دبیر ملی و از سازمان‌دهندگان اصلی ساترن نگرو کانگرس (مجلس جنوبی سیاهان) بود، سازمانی که به شدت تحت تأثیر حزب کمونیست بود. به این ترتیب، دیویس به هنگام بزرگ شدن با سازمان‌دهندگان و متفکران کمونیستی احاطه شده بود که در رشد فکری او به شدت تأثیرگذار بودند. او سپس به دبیرستان الیزابت آروین در نیویورک راه یافت. در این مدرسه دیویس با سوسیالیزم و کمونیزم آشنا شده و به یک گروه کمونیستی جوان، به نام ادوَنس پیوست. او همچنین با فرزندان برخی از رهبران حزب کمونیست آمریکا، از جمله دوست تمام عمرش، یعنی بتینا آپتکر، آشنا شد.

## تحصیلات
دانشگاه براندیس دیویس توانست بورسی برای رفتن به دانشگاه برندیس بگیرد. وی در یک راهپیمایی با فیلسوف مکتب فرانکفورت، هربرت مارکوزه، برخورد کرد و بعدها به کلاس‌های او رفت. دیویس در یک مصاحبهٔ تلویزیونی می‌گوید: «هربرت مارکوزه به من یاد داد که می‌توان در عین حال یک فرد دانشگاهی، یک فعال سیاسی، یک پژوهش‌گر، و یک انقلابی بود.»
او در ابتدا به رشته زبان فرانسه پرداخت و به همین دلیل برای مدتی به دانشگاه سوربن انتقالی گرفت. در فرانسه بود که او از بمب‌گذاری کوکلاکس کلانها در کلیسای بیرمنگام خبردار شد و عمیقاً تحت تأثیر قرار گرفت، چراکه برخی از قربانیان این حادثه را از نزدیک می‌شناخت.
دیویس در انتهای پایان درسش در رشتهٔ فرانسه متوجه شد که علاقهٔ اصلی‌اش فلسفه است. او پس از بازگشت به بیرمنگام به کلاس‌های مارکوزه رفت. سپس تصمیم گرفت که برای ادامه تحصیل در رشتهٔ فلسفه به دانشگاه فرانکفورت برود.

## دانشگاه فرانکفورت
در آلمان، دیویس در اتحادیهٔ دانشجویان سوسیالیست آلمان فعالیت داشت. اما اتفاقاتی که در آمریکا در حال رخ دادن بود، به ویژه شکل‌گیری حزب پلنگ‌های سیاه و تغییرات کمیتهٔ SNCC، او را به بازگشت به آمریکا تشویق کرد.

## فوق‌لیسانس و دکترا
دراین هنگام مارکوزه به دانشگاه سن‌دیه‌گوی کالیفرنیا رفته بود و دیویس هم بعد از سپری کردن دو سال در فرانکفورت به دنبال او به کالیفرنیا رفت.
او در بین راه به کنفرانسی در لندن دربارهٔ «دیالکتیک رهایی» رفت؛ و در آنجا از احساسات ملی‌گرایانهٔ سیاه‌پوستان و نپذیرفتن کمونیسم با عنوان اینکه مال «سفیدپوست‌هاست» ناامید شد. او باور داشت که هر ملیتی مانعی بر سر راه مبارزه با مشکل اساسی جوامع است؛ یعنی همان سلطهٔ سرمایه‌دارانه بر تمام نژادها.
دیویس فوق‌لیسانس خود را از دانشگاه سن‌دیه‌گو و دکترای فلسفه‌اش را از دانشگاه هامبولت برلین اخذ کرد.

## استاد دانشگاه کالیفرنیا، لس آنجلس، ۷۰–۱۹۶۹
دیویس از سال ۱۹۶۹ استاد همکار گروه فلسفه دانشگاه کالیفرنیا در لس آنجلس بود. با وجود اینکه هم دانشگاه پرینستون و هم کالج سوارثمور نسبت به پیوستن وی به گروه‌های فلسفه‌شان ابراز تمایل کرده بودند، اما او در عوض UCLA را برگزید چرا که از موقعیتی شهری برخوردار بود. در آن زمان، دیویس همچنین به عنوان یک فمینیست رادیکال، یک کنشگر، عضو حزب کمونیست ایالات متحد و همبستهٔ حزب پلنگ سیاه شناخته می‌شد.
هیئت امنای دانشگاه کالیفرنیا به تحریک فرماندار آن زمان کالیفرنیا یعنی رونالد ریگان، در سال ۱۹۶۹ دیویس را به دلیل عضویت در حزب کمونیست از مقامش برکنار ساخت. شورای عالی دانشگاه کالیفرنیا به سبب قصورش در به‌کارگیری مجدد دیویس پس از اتمام قراردادش، مورد انتقاد رسمی انجمن استادان دانشگاهی ایالات متحد قرار گرفت. در روز ۲۰ اکتبر، و هنگامی که قاضی جری پاکت به شورای عالی دانشگاه حکم کرد که نمی‌توانند دیویس را به علت وابستگی به حزب کمونیست برکنار کنند، او مقام خود را باز پس گرفت. شورای عالی با نارضایتی از تصمیم دادگاه، به جستجوی راه‌هایی برآمد تا دیویس را از منصبش در UCLA مرخص کند. آن‌ها در نهایت در ۲۰ ژوئن ۱۹۷۰ این کار را انجام دادند و دیویس را به موجب «زبان تحریک آمیزی» که در چهار سخنرانی مختلف بکار بسته بود از کار برکنار کردند.

## فعالیت سیاسی و سخنرانی‌ها
دیویس در سال ۱۹۸۰ و ۱۹۸۴ همراه با گاس هال نامزد معاونت ریاست حزب شد. با این حال به علت نبود حمایت از حزب کمونیست، دیویس دیگران را به حمایت از حزب دموکرات تشویق کرد.
دیویس دیگر عضو حزب کمونیست نیست، وی این حزب را به هدف کمک به تشکیل کمیته هماهنگی دموکراسیّ و سوسیالیسم ترک کرد. این گروه به دلیل حمایت حزب کمونیست از کودتای شوروی در سال ۱۹۹۱ از حزب انشعاب کرد.
دیویس به فعالیت‌های سیاسی‌اجتماعی خود ادامه داد. وی چندین کتاب نیز نوشته است. توجه فعلی فعالیت‌های وی وضعیت زندان‌ها در آمریکاست. دیویس خود را خواهان از میان رفتن زندان‌ّ، و نه اصلاح آن می‌داند. دیویس از سیستم زندان‌ّهای آمریکا به عنوان «مجموعه صنایع زندان» نام می‌برد. او خواهان تمرکز نیروهای اجتماعی بر آموزش و تشکیل «جمعیت‌های متعهد» برای حل مشکلات متعددی است که اکنون از طریق مجازات دولتی با آن‌ها برخورد می‌شود.
دیویس یکی از بنیان‌گذاران سازمان مقاومت انتقادی، یک سازمان خودجوش ملی است که در جهت به وجود آوردن جنبشی برای لغو صنعت زندان فعالیت می‌کند. او در فعالیت‌های اخیر خود استدلال می‌کند که سیستم زندان‌ها در آمریکا بیشتر شبیه به نوعی برده‌داری است تا نظام عدالت قضایی. به گفته دیویس، در فاصله قرن ۱۹ و اواسط قرن ۲۰ تعداد زندان‌ها در ایالات متحده به شکل آشکاری افزایش یافت، اما در همان حال نرخ جرایم نیز به رشد خود ادامه دادند. در این مدت، جمعیت آمریکایی‌آفریقایی به نسبتی نابرابر زندانی می‌شدند. دیویس از مردم می‌پرسد «کجای این سیستم «عدالتی» مؤثر یا عادلانه است؟»
دیویس در دانشگاه ایالتی سن‌فرانسیسکو، دانشگاه استنفورد، کالج برین مار، دانشگاه براون، و دانشگاه سیراکیوس و دیگر دانشگاه‌ها تدریس کرده است. او می‌گوید که هنگام تدریس بیش از آنکه به دنبال انتقال دانش باشد، سعی در طرح سؤالاتی دارد که به رشد تفکر نقادانه منجر شوند. دیویس در سال ۱۹۹۷ در مجله اوت به صورت علنی اعلام کرد که لزبین است.
دیویس از سال ۱۹۶۹ شروع به بیان نظراتش در معرض عموم کرد. او اعتراض و مخالفت خود را با جنگ ویتنام، نژادپرستی، تبعیض جنسیتی و صنعت زندان ابراز کرده و از حقوق همجنس‌گرایان و دیگر جنبش‌های اجتماعی حمایت کرد. در سال ۱۹۶۹ او امپریالیسم را باعث و بانی مشکلات جمعیت‌های تحت ستم دانست؛ «ما با یک دشمن مشترک طرفیم و آن دشمن امپریالیسم یانکی‌ها (سفیدها) است. دشمنی که ما را اینجا و بیرون (از آمریکا) می‌کشد. من اکنون معتقدم که هر کس که بخواهد این مبارزات را از هم جدا کند، هر کسی که بگوید ما برای تقویت جنبش ضدجنگ باید سایر معضلات را کنار بگذاریم، از قواعد بازی دشمن پیروی می‌کند.» در سال ۲۰۰۱ دیویس در مخالفت با جنگ علیه ترور، صنعت زندان، و نظام ویران مهاجرتی سخن راند و به مردم گفت اگر می‌خواهند مشکلات اجتماعی را برطرف کنند باید «مهارت‌های انتقادی خود را تقویت و رشد داده و به کار بندند.» بعد از طوفان کاترینا، دیویس اعلام کرد که «وضعیت دهشتناک نیو اورلین» حاصل ساختارهای نژادپرستی، سرمایه‌داری، و امپریالیسمی است که رهبران کشورمان را با آن اداره می‌کنند.
آنجلا در سال ۱۹۹۵ با راهپیمایی یک میلیونی مردان مخالفت کرد و استدلال کرد که حذف زنان از این اتفاق در جهت تقویت شوونیسم مردانه بوده و سازمان‌دهندگان این برنامه، از جمله لویس فراکن، ترجیح می‌دادند که زنان در جامعه نقش‌های فرودست داشته باشند. دیویس همراه با کیمبرلی کرنشا و دیگران دستور آفریقایی‌آمریکایی ۲۰۰۰ را تشکیل دادند که از متحدان فمنیستهای سیاه بود.
دیویس به مخالفت با حکم اعدام ادامه داد. در سال ۲۰۰۳ او در سخنرانی خود در کالج اگنس اسکات به اصلاحات زندان، مسائل مربوط به اقلیت‌ها و اشکالات سیستم عدالت قضایی پرداخت. در سال ۲۰۱۱ آنجلا دیویس در فیلادلفیا و میدان واشینگتن در گردهمایی‌های جنبش اشغال وال‌استریت سخن گفت.